# Jonathan Da Silva
Jonathan Da Silva – argentyński zapaśnik walczący w stylu klasycznym. Brązowy medalista na mistrzostwach Ameryki Południowej w 2015 roku.